# Обершёневайде
Обершёневайде (нем. Oberschöneweide) — административный район Берлина на юго-востоке города в составе административного округа Трептов-Кёпеник, где в прошлым располагались значимые для города фабрики и предприятия. История района Обершёневайде очень тесно связано с компанией AEG, которая стала в последующем всемирно известной компанией. Также в районе расположен один из двух кампусов Берлинского института техники и экономики (HTW).

## Географическое положение
Обершеневейде расположен в северо-западной части административного округа Трептов-Кёпеник на северном берегу реки Шпрее. Напротив района, на другой стороне Шпрее находятся следующие районы: Плентервальд, Баумшуленвег, Нидершёневайде и микрорайон Шпиндерсфелд район Кёпеника (с севера на юго-восток). На востоке Обершеневейде граничит с районом Кёпеником. Граница проходит через микрорайон (парк) Вульхайде. На севере граничит с районом Карлсхорст и Руммельсбург (северо-запад), которые относиться к административному округу Лихтенберг.

## Население
| год  | Численность |
| ---- | ----------- |
| 1797 | 66          |
| 1801 | 77          |
| 1817 | 46          |
| 1840 | 87          |
| 1858 | 93          |
| 1871 | 153         |

| год  | Численность |
| ---- | ----------- |
| 1875 | 155         |
| 1880 | 170         |
| 1885 | 178         |
| 1890 | 159         |
| 1895 | 625         |
| 1900 | 5850        |

| год  | Численность |
| ---- | ----------- |
| 1905 | 14 101      |
| 1910 | 21 369      |
| 1919 | 25 612      |
| 2004 | 16 376      |
| 2007 | 16 844      |
| 2010 | 18 281      |

| год  | Численность |
| ---- | ----------- |
| 2015 | 20 829      |
| 2016 | 21 548      |
| 2017 | 22 296      |
| 2018 | 23 130      |
| 2019 | 23 500      |
| 2020 | 23 638      |

| год  | Численность |
| ---- | ----------- |
| 2021 | 24 123      |
| 2022 | 24 934      |
| 2023 | 25 345      |

## Галерея

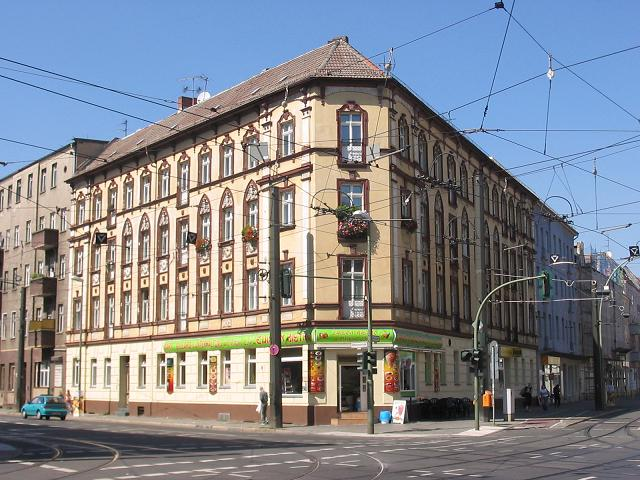
Центр района
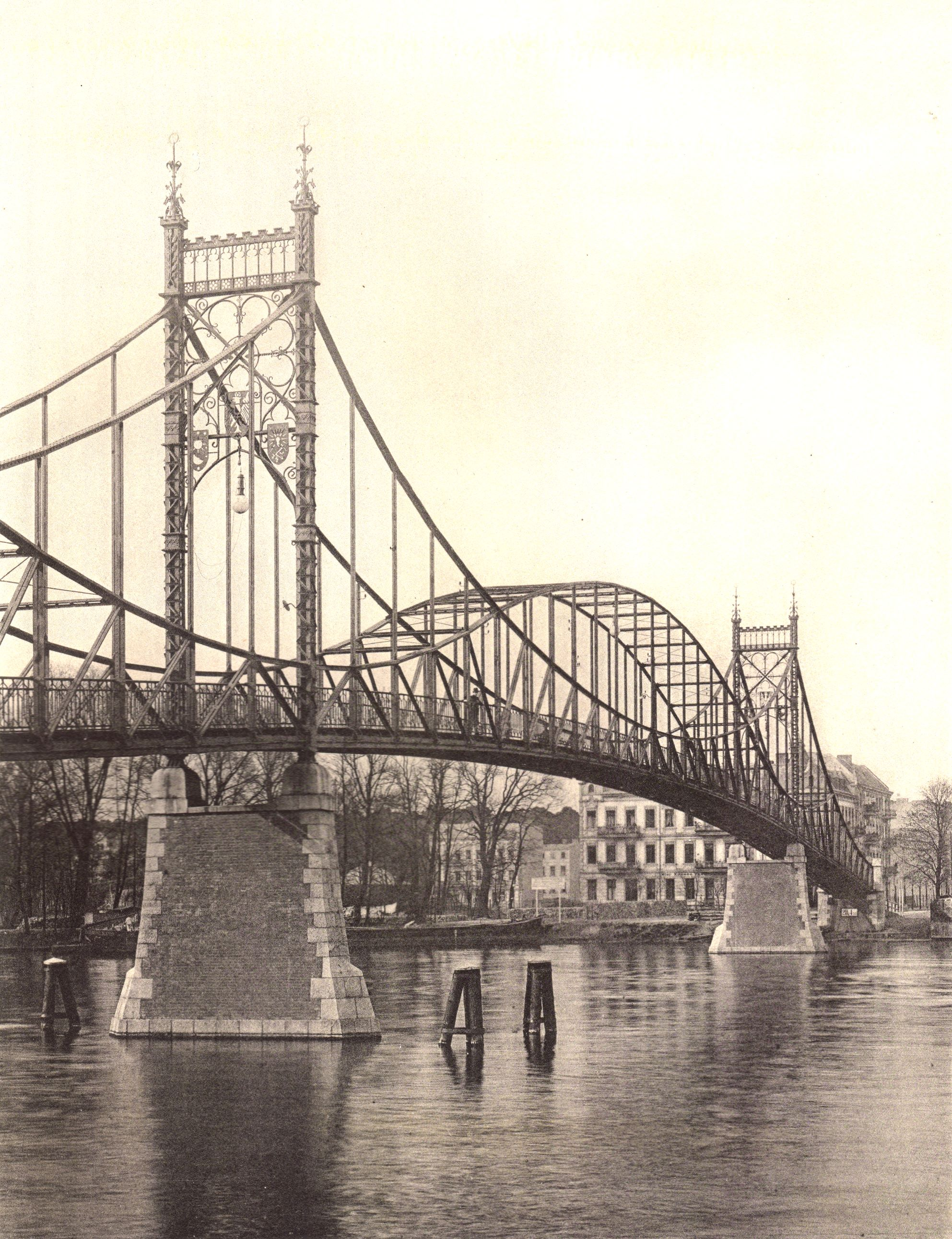
Старый мост Кайзерштег в 1900 году
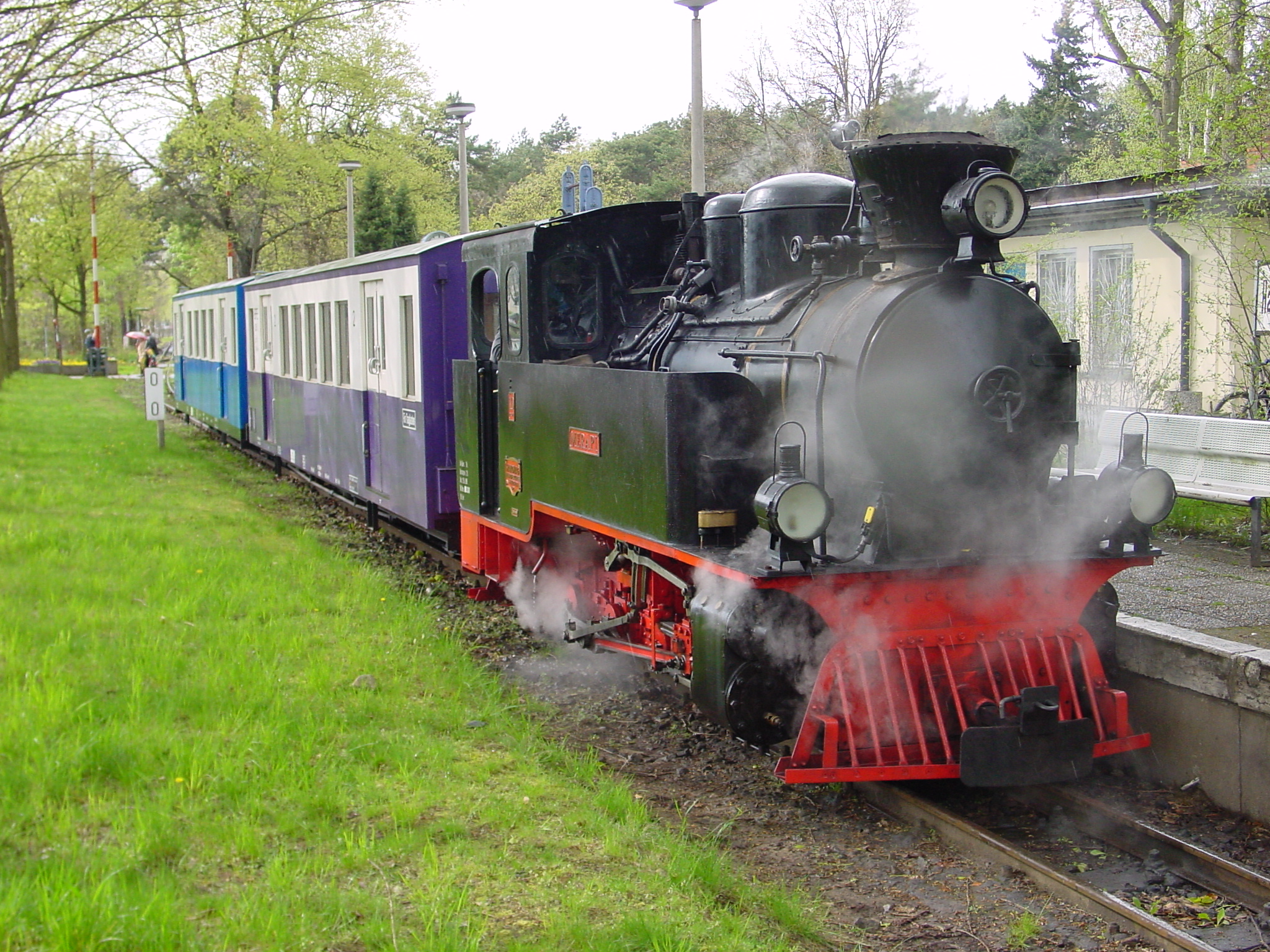
ДЖД поезд в Вульхайде
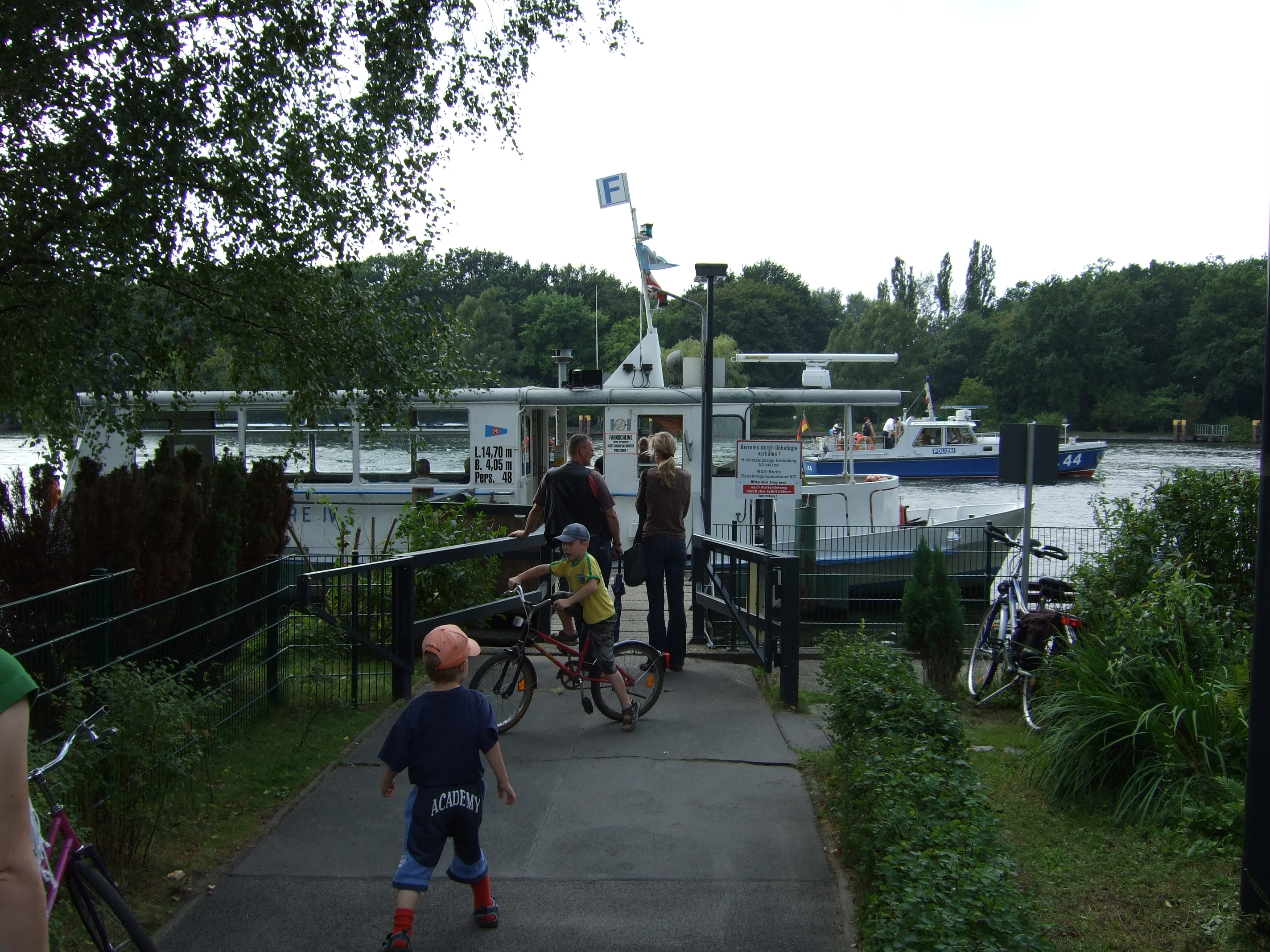
Паромная станция Вильхельмштранд
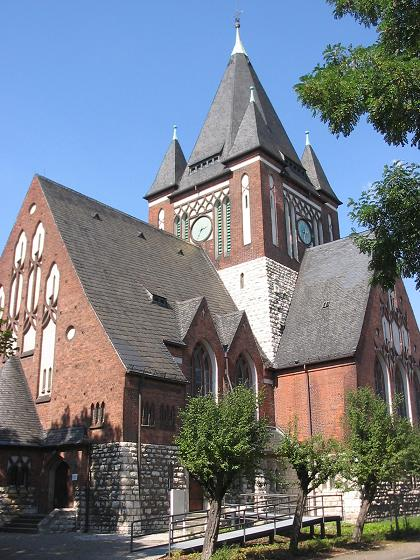
Церковь
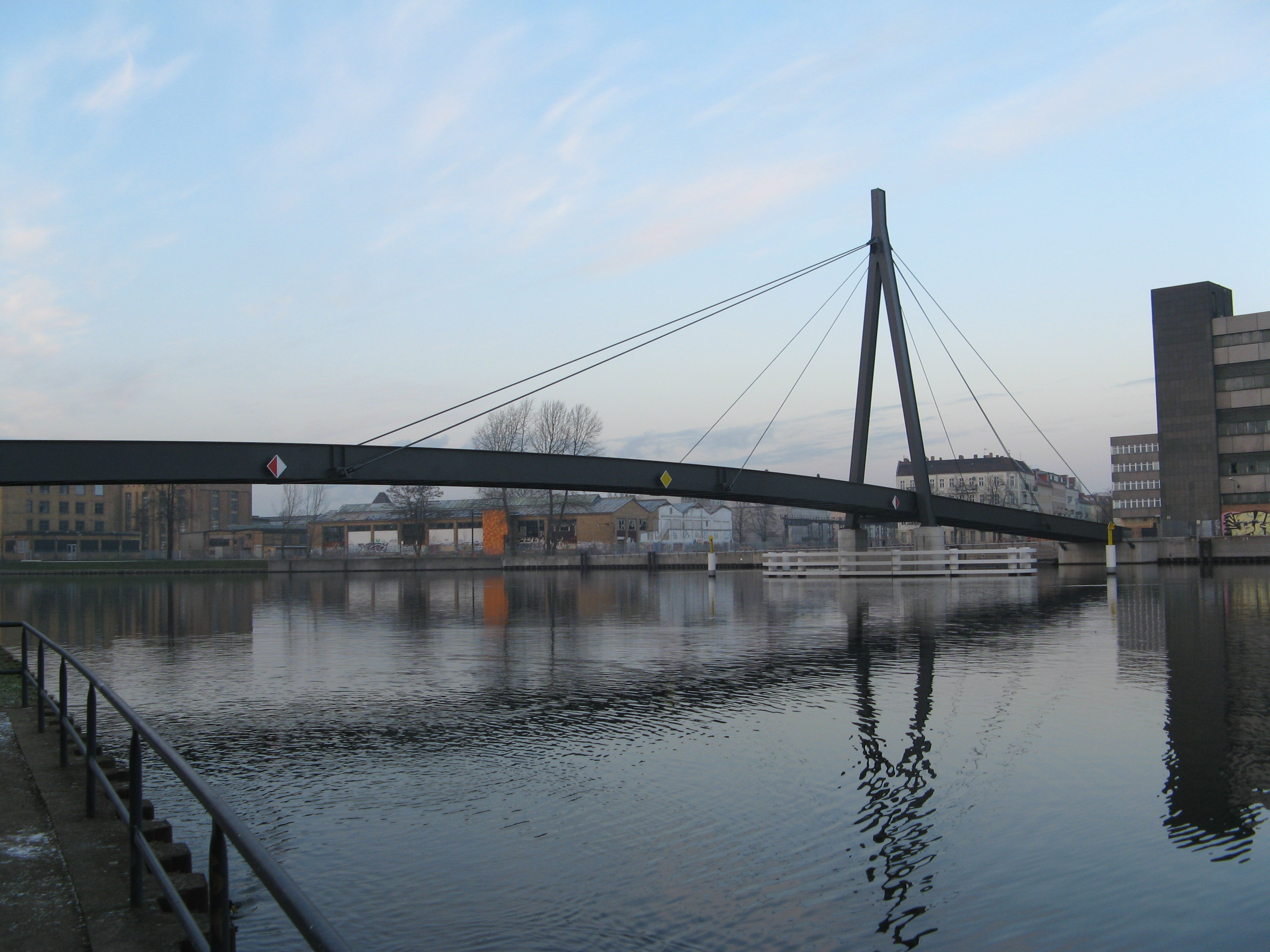
Новый мост Кайзерштег
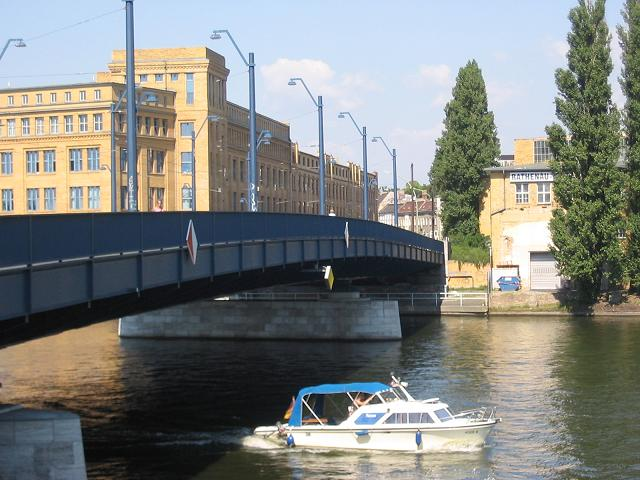
Новый мост Тресков
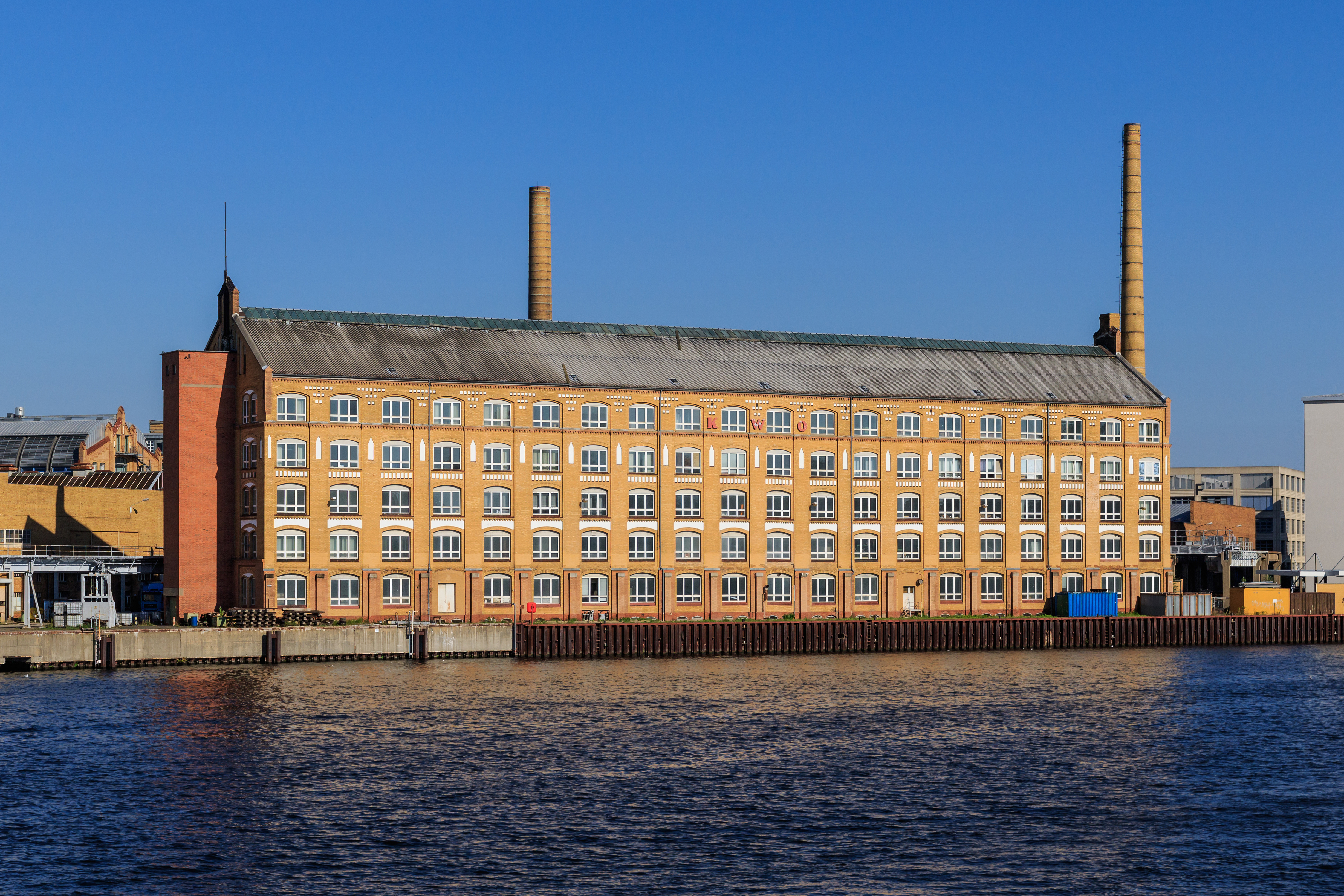
Бывшее фабричное здание
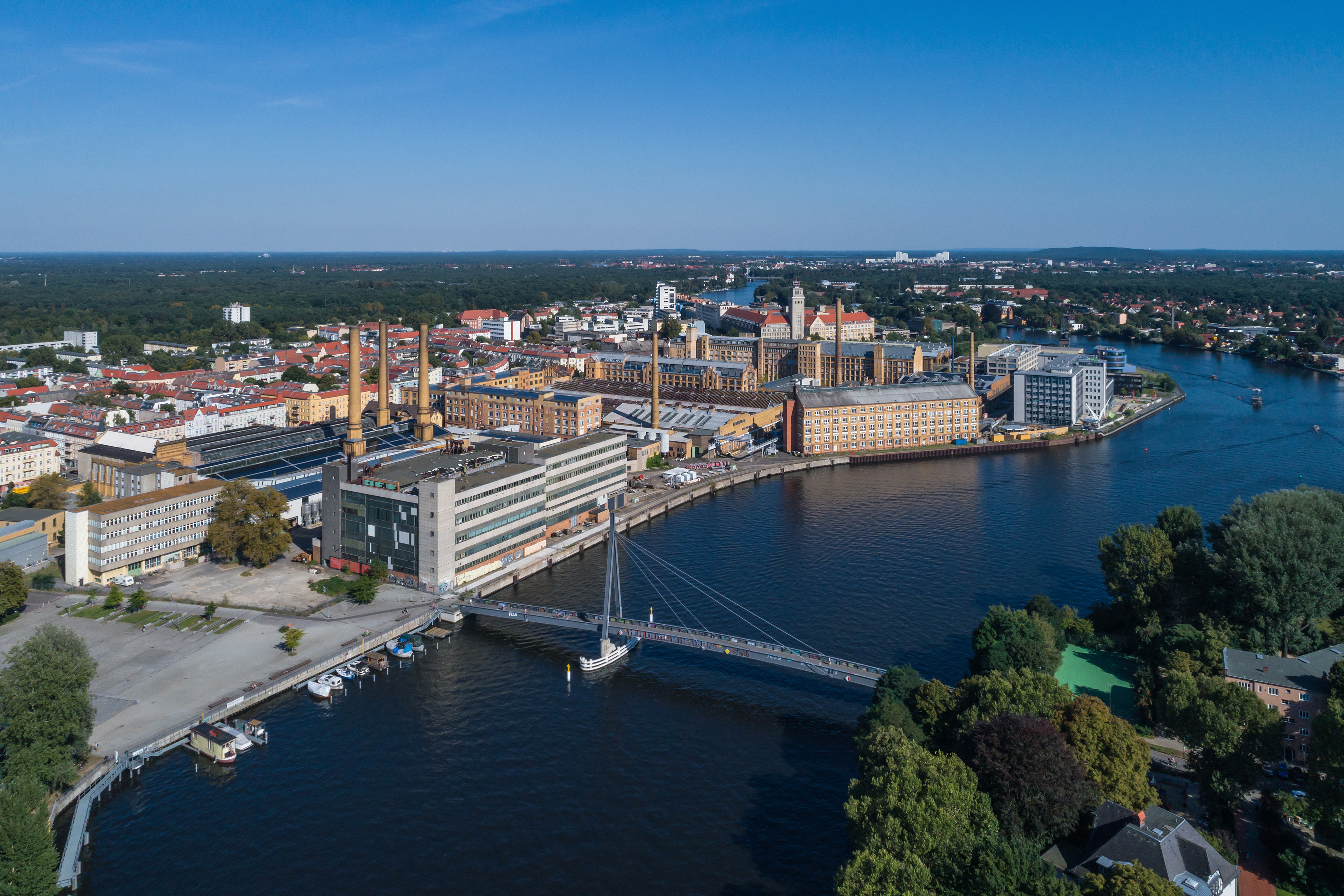
Аэрофотосъёмка района Обершёневайде